# Philippe de Lagonesse
Philippe de Lagonesse était un fonctionnaire de Charles Ier de Sicile.

## Biographie
Philippe de Lagonesse est un Français, originaire de Gonesse ou de La Gonesse, un village près de Paris.
Son père, Guillaume de Lagonesse, accompagne Charles lors de sa conquête du royaume de Sicile et décède en 1269. Philippe est investi par Charles du fief de Roccaguglielma en 1272.
Alors qu'il sert en tant que sénéchal du Piémont, il subit une défaite cuisante à l'automne 1275 et est contraint de se retirer en Provence, abandonnant la plupart de la province. Cependant, avant 1278, il se voit accorder le fief supplémentaire de San Nicandro.
Nommé maréchal du royaume de Sicile quelque temps après la conquête de ce royaume par Charles, il est désigné bailli et vicaire général d'Achaïe en 1280. Son prédécesseur, Galéran d'Ivry, laisse les affaires de la principauté en désordre, et Philippe s'efforce de payer les troupes stationnées là-bas et d'améliorer les forteresses avec des fonds provenant de la monnaie réorganisée à Glaréntza.
Après les Vêpres siciliennes et la révolte de l'île de Sicile, il est rappelé d'Achaïe pour la guerre qui s'ensuit. Il est investi de Giffoni et Vairano en 1284 ; il est également seigneur d'Airola.
Il épouse Altruda de Apolita, veuve, et a quatre enfants :
- Guglielmo (décédé avant la majorité)
- Giovanni (Gianotto), seigneur d'Airola jusqu'en 1296, lorsqu'il le perd au profit de son cousin Carlo
- Guglielma (décédée après 1294), mariée à Sergio Siginolfo, seigneur de Mondragone
- Mileta, mariée à Gualtieri Caracciolo Pisquizi, seigneur d'Arnesano